# 盲蚕
盲蚕（学名：Typhloscolex muelleri）为盲蚕科盲蚕属的动物。分布于日本海、大西洋、印度洋、太平洋，包括东海黑潮区、台湾海峡、闽南-台湾浅滩渔场、南海等海域。